# 国际现代建筑协会

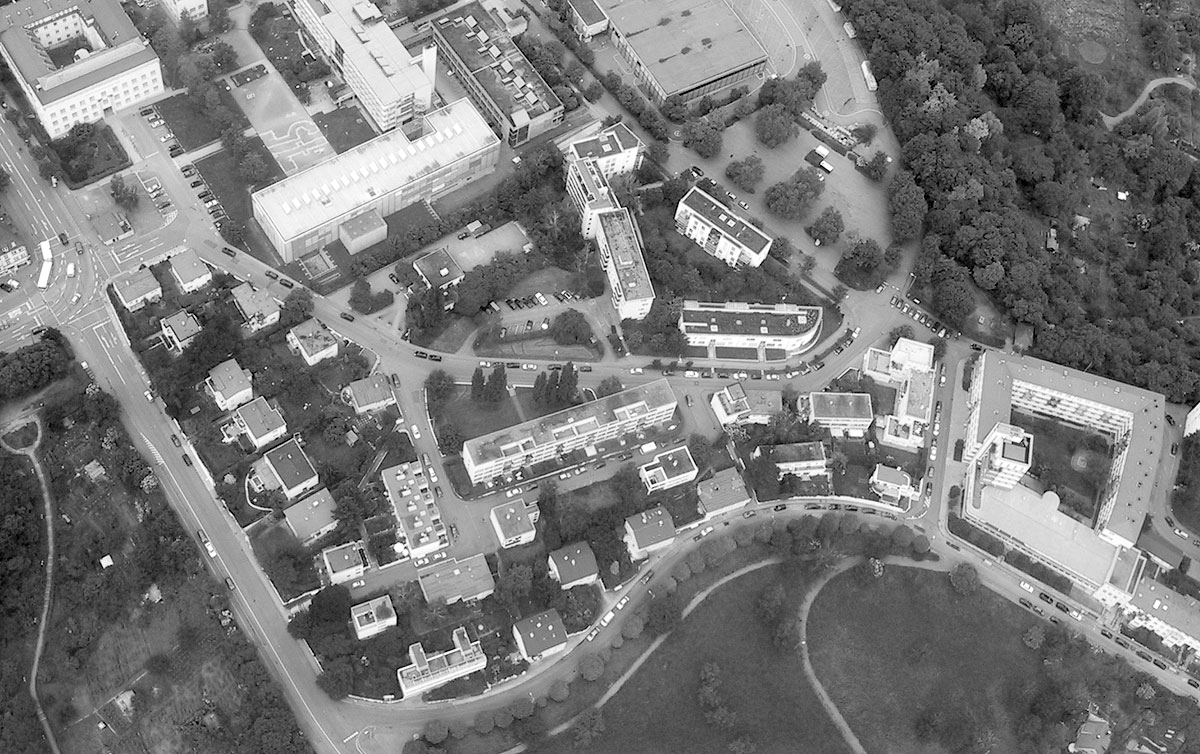
斯图加特的魏森霍夫庄园，摄于1927年。CIAM提倡“立体主义风格”的现代建筑，例如包豪斯校舍、魏森霍夫庄园以及日内瓦万国宫等现代项目。同期的建筑思潮还有表现主义、构成主义建筑、装饰主义和传统主义。

国际现代建筑协会（CIAM，Congrès Internationaux d'Architecture Moderne），也称国际现代建筑大会，是一个成立于1928年并于1959年解散的建筑师组织。该组织由当时最杰出的建筑师组成，在欧洲举办了一系列的大会。国际现代建筑协会的目标是传播现代主义建筑的设计原则，着重于建筑的所有主要领域，如景观，城市化，工业设计等。

## 协会创立与参与人员
1928年6月，国际现代建筑协会（CIAM）在瑞士的沙拉兹城堡成立。此协会由勒·柯布西耶、Hélène de Mandrot（城堡所有者）和希格弗莱德·吉迪恩（第一任秘书长）组建，由28名欧洲建筑师组成。CIAM是20世纪众多提倡将建筑作为社会艺术事业的宣言之一。

### 成员
该协会的其他创始成员包括卡尔·莫瑟（第一任主席）、亨德里克·贝拉奇、维克多·布尔乔亚、皮埃尔·沙罗、斯文·马凯利厄斯、约瑟夫·弗兰克、加布里埃尔·格夫雷基安、马克斯·恩斯特·哈费利、雨果·海林、阿诺德·赫切尔、胡伊布·霍斯特、皮埃尔·让内雷（勒·柯布西耶的表弟）、安德烈·勒萨特、恩斯特·梅、马克斯·塞托、费尔南多·加西亚·梅卡达尔、汉斯·迈耶、沃纳·M·莫斯、卡洛·恩里科·拉瓦、杰里特·里特维尔德、阿尔贝托·萨托里斯、汉斯·施密特、马特·斯塔姆、鲁道夫·施泰格、西蒙锡库斯、亨利·罗伯特·冯·德·穆勒和胡安·德·扎瓦拉。还有苏联代表El Lissitzky、Nikolai Kolli和Moisei Ginzburg，但是他们在沙拉兹城堡会议上无法获得签证。
后期加入的成员包括米内特·德·席尔瓦、瓦尔特·格罗皮乌斯、阿尔瓦·阿尔托、UnoÅhrén、Louis Herman de Koninck（1929年加入）和Fred Forbát。1941年，哈维尔 · 汉密尔顿 · 哈里斯被选为CIAM美国分部的秘书。CIAM在纽约市成立救济和战后规划分会，约瑟夫.路易斯.塞特于1929年参加了大会，并于1947年至1956年担任CIAM主席。他还是GATEPAC和GATCPAC（分别位于萨拉戈萨和巴塞罗那）的联合创始人（1930年）与巴塞罗那ADLAN（新艺术之友）的联合创始人（1932年）。

### 国际建筑事务大会（CIRPAC）
CIAM选出的执行机构是国际建筑事务大会（CIRPAC），这是一个解决当代建筑问题国际委员会。

## 影响
CIAM对现代建筑的发展产生了深远的影响。它不仅致力于将现代主义的建筑原则正式化，还将建筑视为一种经济和政治工具，通过建筑设计和城市规划来改善世界。
1933年举办的的第四次CIAM会议本应在莫斯科举行。然而，勒·柯布西耶（Le Corbusier）参加苏维埃宫（Palace of The Soviets）设计竞赛的申请被拒绝。这个关键时刻表明苏联已经放弃了CIAM的原则，改变了这些计划。因此，这场会议只能在从马赛开往雅典的“帕特里斯二世号蒸汽船上举办。在这里，CIAM成员们讨论了“功能城市”的原则，该原则将CIAM的范围从建筑设计扩展到城市规划。基于对33个城市的分析，CIAM提出：城市面临的社会问题可以通过严格的功能分区和将人口以大尺度的间隔分布在高大的公寓楼中来解决。1933年到1943年，这些会议记录都没有出版，因为当时勒·柯布西耶单独以大量编辑的形式出版了《雅典宪章》。

### 解散
二战后，CIAM成员到世界各地旅行，他们的许多想法传播到欧洲以外，尤其是美国。尽管当时一些CIAM成员对此表示怀疑，城市规划的理念在二战后的欧洲重建进程中得到了采纳。艾莉森和彼得·史密森是异议者中的头号人物。当这些想法在战后实施时，许多构想都受到了财政紧缩、对概念理解不足或民众抵制的影响。马特·史坦在CIAM方案中重新规划战后的德累斯顿，却被城中公民拒绝，因为他们认为这是“对城市的全面攻击”。
为了改革CIAM，从1953年起，十次小组（Team 10）建立并开始活动，并由此产生了两种不同的倾向：英国成员的野蛮主义（Alison和Peter Smithson）和荷兰成员的构成主义（Aldo van Eyck和Jacob B.Bakema）。
因为反对在会议期间英语使用的增加，法国建筑师勒·柯布西耶于1955年退出。1959年，由于成员意见分歧过大，CIAM组织解散。
同时，以国家和地区为会员单位的国际建筑师协会则没有受到当时建筑学术界新老两派斗争的影响，成功发展到现在，成为了目前最具影响力的国际建筑师组织。

## 历次会议
国际现代建筑协会召开过以下十一会议:

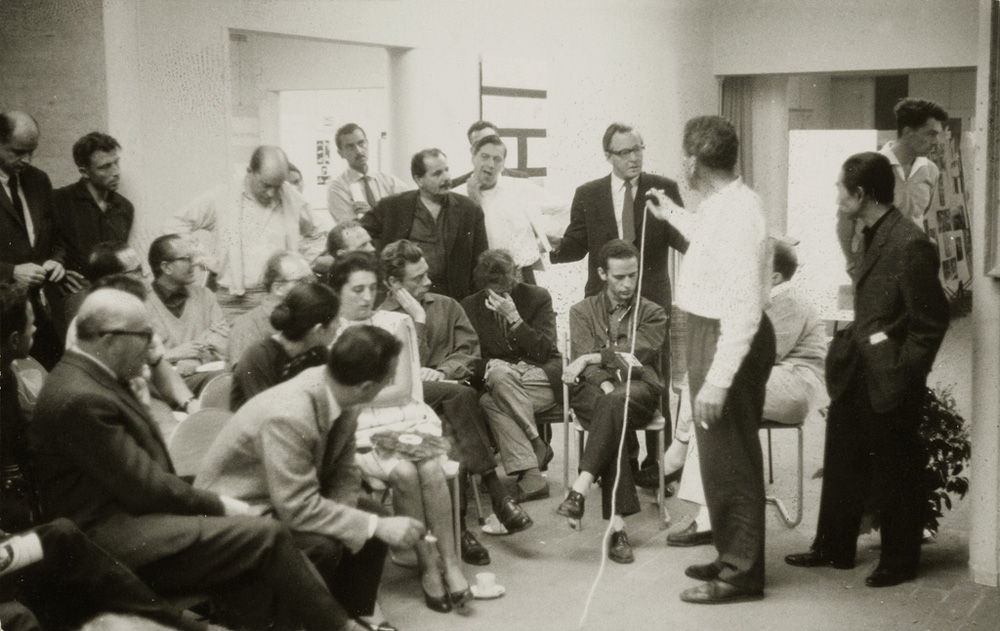
1959年CIAM奥特洛会议（也叫CIAM'59），由十次小组组织，共有43名与会者。会议地点：位于霍格-维鲁韦国家公园的克鲁勒-米勒博物馆。这场会议组织了CIAM的解散。

- 1928年, CIAM第一次会议在瑞士沙拉兹城堡召开，讨论CIAM的筹建
- 1929年, CIAM第二次会议在德国美因河畔法兰克福召开，讨论住宅的最小限度
- 1930年, CIAM第三次会议在比利时布鲁塞尔召开，讨论合理的土地开发
- 1933年, CIAM第四次会议在希腊雅典召开，讨论城市的功能布局
- 1937年, CIAM第五次会议在法国巴黎召开，讨论居住和恢复
- 1947年, CIAM第六次会议在英国布里奇沃特召开，重申CIAM的目标
- 1949年, CIAM第七次会议在意大利贝加莫召开，讨论雅典宪章的实践
- 1951年, CIAM第八次会议在英国霍德斯顿召开，讨论城市中心的建设
- 1953年, CIAM第九次会议在法国普罗旺斯地区艾克斯召开,讨论现代栖居场所设计
- 1956年, CIAM第十次会议在南斯拉夫杜布罗夫尼克（现克罗地亚）召开，讨论生活环境
- 1959年, CIAM第十一次会议在荷兰奥特洛召开，由十次小组组织了CIAM的解散

## 附注
1. ↑  Built under yard No 1283 by Swan Hunter & Wigham Richardson Ltd., Newcastle, U.K. for the Byron Steam Ship Co. Ltd. London a daughter company of the National Steam Navigation Co. of Andes, Greece, commonly known as the National Greek Line.
19 October 1925 launched under the name PATRIS II. Tonnage 3.903 grt. Dim. 105.17 x 14.48 x 7.28m. Powered by triple-expansion steam engine, 2.450 hp, twin screw, speed 14 knots. Oil fired boilers. Passenger accommodation for about 100 first, 150 second, and could carry also deck passengers. Part of hold No 3 was suitable for refrigerated cargo. She was built for the regular service between Marseilles, Genoa, Piraeus, Alexandria, Cyprus and Beirut. She carried the first two years the English flag but in 1928 transferred to Greek flag and registry.
June 1935 sold to the Rederi A/B Svenska Lloyd (Swedish Lloyd) at Göteborg and renamed PATRICIA. Refitted by Eriksberg at Göteborg for the service between Göteborg and London. Passenger accommodation then for 112 first, 80 second and 52 third class. 24 July 1935 sailed for the first time in this service from Göteborg. When World War II broke out she was laid up in 1940 in Göteborg. The same year chartered by the Swedish navy for a voyage Göteborg-Italy-Göteborg, with the crew for four destroyers bought in Italy.[4]